# スイット
株式会社スイット（英語表記：Smart Wild Impressive & Tasty、略称：Swit）は、テレビ番組製作の映像技術を手がける日本の制作プロダクションである。

## 主な番組作品

### 情報・バラエティ
- 料理バンザイ（テレビ朝日）
- 草野☆キッド（テレビ朝日）
- 東京ウォーキングマップ（TBS）